# SIE London Studio
SIE London Studio is een interne Sony Interactive Entertainment-ontwikkelaar gevestigd in Londen. Opgericht in 1993, is London Studio Sony Interactive Entertainment Europe’s grootste interne ontwikkelingsstudio, met medewerkers die werkzaam zijn in een speciaal ontworpen zeven verdiepingen tellend gebouw gelegen in de wijk Soho. De ontwikkelingsgroep is verantwoordelijk voor de groep die staat voor de EyeToy, en diverse andere onderzoeks- en ontwikkelingsgroepen gewijd aan de productie van PlayStation-spellen en ontwikkelingshulpmiddelen over alle SIE's spelcomputers. SIE London Studio werkt als onderdeel van SIE Worldwide Studios.
De huidige studio werd opgericht in 2002 door de fusie van Psygnosis Camden Studio en Team Soho.

## Ontwikkelde computerspellen
| Titel                     | Uitgebracht | Platform(s)                         |
| ------------------------- | ----------- | ----------------------------------- |
| NBA Shootout '97          | 1996        | PlayStation                         |
| Porsche Challenge         | 1997        | PlayStation                         |
| Rapid Racer               | 1997        | PlayStation                         |
| Spice World               | 1998        | PlayStation                         |
| This Is Football          | 1999        | PlayStation                         |
| Team Buddies              | 2000        | PlayStation                         |
| This Is Football 2        | 2000        | PlayStation                         |
| This Is Football 2002     | 2001        | PlayStation 2                       |
| This Is Football 2003     | 2002        | PlayStation 2                       |
| Hardware: Online Arena    | 2002        | PlayStation 2                       |
| This Is Football 2004     | 2003        | PlayStation 2                       |
| EyeToy: Play              | 2003        | PlayStation 2                       |
| This Is Football 2005     | 2004        | PlayStation 2                       |
| EyeToy: Groove            | 2004        | PlayStation 2                       |
| SingStar                  | 2004        | PlayStation 2                       |
| The Getaway: Black Monday | 2004        | PlayStation 2                       |
| SingStar Party            | 2004        | PlayStation 2                       |
| EyeToy: Chat              | 2005        | PlayStation 2                       |
| World Tour Soccer         | 2005        | PlayStation Portable                |
| SingStar Pop              | 2005        | PlayStation 2                       |
| EyeToy: Play 2            | 2005        | PlayStation 2                       |
| Fired Up                  | 2005        | PlayStation Portable                |
| EyeToy: Play 3            | 2005        | PlayStation 2                       |
| SingStar '80s             | 2005        | PlayStation 2                       |
| EyeToy: Kinetic           | 2005        | PlayStation 2                       |
| EyeToy: Operation Spy     | 2005        | PlayStation 2                       |
| EyeToy: Kinetic Combat    | 2006        | PlayStation 2                       |
| EyeToy: Play Sports       | 2006        | PlayStation 2                       |
| SingStar Rocks!           | 2006        | PlayStation 2                       |
| SingStar Anthems          | 2006        | PlayStation 2                       |
| Gangs of London           | 2006        | PlayStation Portable                |
| SingStar Legends          | 2006        | PlayStation 2                       |
| World Tour Soccer 2       | 2006        | PlayStation Portable                |
| SingStar Pop Hits         | 2007        | PlayStation 2                       |
| SingStar '90s             | 2007        | PlayStation 2                       |
| SingStar Amped            | 2007        | PlayStation 2                       |
| SingStar Rock Ballads     | 2007        | PlayStation 2                       |
| Aqua Vita                 | 2007        | PlayStation 3                       |
| SingStar R&B              | 2007        | PlayStation 2                       |
| Beats                     | 2007        | PlayStation Portable                |
| SingStar                  | 2007        | PlayStation 3                       |
| SingStar Summer Party     | 2008        | PlayStation 2                       |
| SingStar Vol. 2           | 2008        | PlayStation 2, PlayStation 3        |
| SingStar ABBA             | 2008        | PlayStation 2, PlayStation 3        |
| SingStar Vol. 3           | 2008        | PlayStation 3                       |
| PlayStation Home          | 2008        | PlayStation 3                       |
| SingStar Queen            | 2009        | PlayStation 2, PlayStation 3        |
| SingStar Pop Edition      | 2009        | PlayStation 3                       |
| SingStar Motown           | 2009        | PlayStation 2, PlayStation 3        |
| SingStar Studio 100       | 2009        | PlayStation 2, PlayStation 3        |
| Eyepet                    | 2009        | PlayStation 3, PlayStation Portable |
| SingStar Take That        | 2009        | PlayStation 2, PlayStation 3        |
| SingStar Guitar           | 2010        | PlayStation 3                       |
| SingStar Dance            | 2010        | PlayStation 3                       |
| DanceStar Party           | 2011        | PlayStation 3                       |
| EyePet & Friends          | 2011        | PlayStation 3                       |
| DanceStar Party Hits      | 2012        | PlayStation 3                       |
| Wonderbook                | 2012        | PlayStation 3                       |
| The Playroom              | 2013        | PlayStation 4                       |
| SingStar: Ultimate Party  | 2014        | PlayStation 4, PlayStation 3        |
| PlayStation VR Worlds     | 2016        | PlayStation VR                      |